# Bruno Edler von der Planitz
Bruno Edler von der Planitz (* 1873; † 1950) war ein deutscher Bankier.

## Leben und Tätigkeit
Planitz studierte Rechtswissenschaften. Später führte er den Titel eines Assessors a. D.
1905 heiratete Planitz die Tochter des Privatbankiers Friedrich Wilhelm von Krause (1838–1923). Durch die Heirat wurde er Mitinhaber des Bankgeschäfts seines Schwiegervaters, einer der größten Privatbanken Berlins. Später wurde er Seniorchef des Bankhauses F.W. Krause & Co. Daneben war er Mitglied des Aufsichtsrates der J. Brüning & Sohn A.-G., Lüneburg sowie Mitglied des Deutschen Herrenklubs. Bis 1920 war er zudem Schatzmeister der DNVP.